# جورجوم
جورجوم أو بيت يأيدي (الآشورية بت بألا) كانت دولة مدينة من دوبلات الحثيين الجدد في سهل مرعش . كانت العاصمة مقاسي Maqasi  (الآن مرعش). 

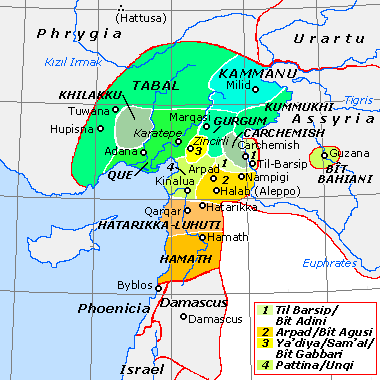
موقع جورجوم في أواخر عالم الدويلات الحثية الألفية الأولى قبل الميلاد.

## تاريخ
في السنة الأولى من عهد شلمنصر الثالث. (858 قبل الميلاد) كان جرجوم جزءًا من تحالف مناهض للآشوريين كان يضم سنجارا Sangara من كركميش وخايانو Haianu من سمال وسبالولمي Sapalulme من عمق( أونقي Unqi) وأهوني Ahuni، ابن عدني. هُزم أهوني في تل برسيب ، وتجاوز الجيش الآشوري كركميش وعبر الفرات في بورمارانا Burmar'ana. عندئذ استسلمت جورجوم وكوموه . تلقى شلمنصر الجزية  من كركميش وعمق و جرجوم  على شكل فضة وذهب ورصاص ونحاس .
هزم توكولتي-آبل-إيشارا الثالث. عام 743 قبل الميلاد تحالف دوبلات ، بما في ذلك جرجوم. وكان ملك جرجوم حينها ترخولارا Tarḫulara .
في سنة 711 ق قبل الميلاد ، غزا الآشوريون جورجوم ودمجوها كمقاطعة في إمبراطوريتهم.

## حكّام
يحمل أسد بوابة (Maraş 1)  من النمط  الحثي/الآشوري المتأخر (الحثي المتأخر الثالث حسب أورثمان ، أو الحثي المتأخر  الثالث A حسب هوكينز أو أوائل الحثي المتأخر حسب إكرم أكورجال) نقشًا هيروغليفيًا مع نسب للملك هالبارونتيا الثالث. النصب (Maraş 8) تعطي معلومات أكثر عن الأنساب. بالإضافة إلى ذلك ، تم ذكر بعض حكام جورجوم في النصوص الآشورية ، ولكن المطابقة بين الأسماء ليست مؤكدة تماما في حالة Larama / Palalam. ومع ذلك ، يخمن بورتر بأن الأمر قد يكون  حكم مشترك بين الأب والابن أو بينن أخوة. 
| اسم                                 | تزامن مع آشور                            | التي يرجع تاريخها                     | تعليقات                                                                           |
| ----------------------------------- | ---------------------------------------- | ------------------------------------- | --------------------------------------------------------------------------------- |
| استوارامنزا Astuwaramanza           | -                                        | أواخر القرن11 قبل الميلاد.            | غير مؤكد ما إذا كان الملك                                                         |
| مواتالي الأول Muwatalli I           | -                                        | أوائل القرن 10 قبل الميلاد .          | نجل أستوارامانزا ، غير مؤكد ما إذا كان ملكًا                                       |
| لاراما الأول Larama I               | -                                        | حوالي 950 قبل الميلاد.                | ابن مواتالي الأول                                                                 |
| مويزي Muwizi                        | -                                        | في وقت لاحق من القرن 10 قبل الميلاد . | نجل لاراما الأول                                                                  |
| هالبارونتيا الأول Halparuntiya I    | -                                        | في وقت سابق القرن 9 قبل الميلاد.      | ابن مويزي                                                                         |
| مواتالي الثاني.                     | موتالو ، شلمنصر الثالث.                  | 858 ق م.                              | ابن هالبارونتيا الأول.                                                            |
| هالبارونتيا الثاني Halparuntiya II. | قالبروندا Qalparunda، شلمنصر الثالث.     | 853 ق م.                              | نجل مواتالي الثاني.                                                               |
| لاراما الثاني                       | بالالم Palalam                           | في وقت لاحق من القرن 9 قبل الميلاد.   | ابن هالبارونتيا الثاني، في عهد أداد نيراري . ذكر على أنه والد قالبروندا           |
| هالبارونتيا الثالث.                 | قلباروندا ، أداد نيراري الثالث           | 803/805 إلى حوالي 800 قبل الميلاد.    | نجل لاراما الثاني.                                                                |
| تارخولارا Tarḫulara                 | توكولتي-آبل-إيشارا الثالث. سرجون الثاني. | 743 قبل الميلاد 711 ق م.              | العلاقة مع هابارونتيا Halparuntija غير واضحة ، المصادر الآشورية                   |
| مواتالي الثالث.                     | موتالو ، سرجون الثاني.                   | حوالي 711 قبل الميلاد                 | المصادر الآشورية: الابن تارهولاراس Tarhularas ، يقتل والده ويخضع من قبل الآشوريين |

اقترح ويلفريد أورتمان على أساس معايير الفن التاريخية خطة أخرى تجعل الأسد أقدم.